# 마무티

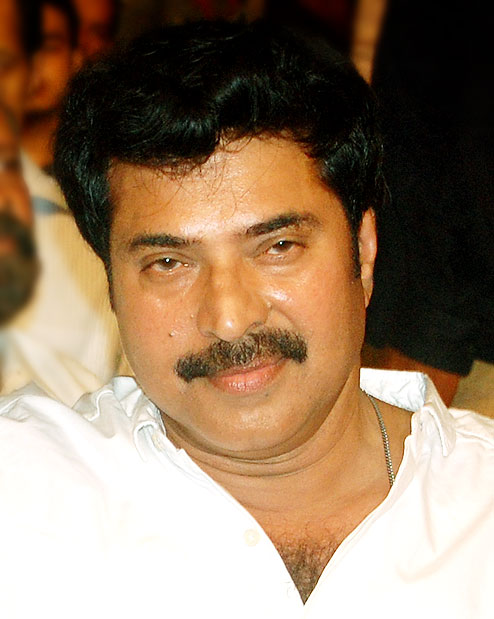

맘무티(Mammootty, 1951년 9월 7일 ~ )는 인도의 영화배우, 영화 프로듀서, 각본가, 모델이다.

## 영화
- 스트릿 라이츠 (2018년)
- 워닝 (2014년)
- 임마누엘 (2013년) - 임마누엘 역
- 캄마스 & 캄마스 (2013년)
- 바부티유드 나마틸 (2012년) - 바부티 역
- 저완 오브 벨리말라 (2012년) - 고피크리쉬난 역
- 타파나 (2012년)
- 킹 앤드 커미셔너 (2012년)
- 베니스의 상인 (2011년) - 파비스란 역
- 케랄라 바르마 파자시 라자 (2009년)
- 쿠티 스란크 (2009년)